# Kirigami

Kirigami

Kirigami (切り紙 Kirigami) là loại hình nghệ thuật cắt giấy của Nhật Bản, từ gốc là 切り紙 được ghép từ kiri (切り) nghĩa là cắt và từ kami (紙) là giấy.

## Lịch sử
Giống như origami, kirigami có nguồn gốc từ Trung Quốc, nơi giấy được phát minh ra vào khoảng năm 105 sau Công nguyên.
Vào thế kỷ thứ 6, người Trung Quốc bắt đầu sử dụng giấy màu để tạo ra các hình cắt trang trí—một tập tục được gọi là jiǎnzhǐ (剪纸). Những tác phẩm cắt giấy này ban đầu là các vị thần và tổ tiên nhưng sau đó jiǎnzhǐ đã phát triển thành một hoạt động được phụ nữ và trẻ em thực hiện để giải trí. Được truyền cảm hứng từ jiǎnzhǐ, người Nhật bắt đầu cắt giấy thành các tác phẩm nghệ thuật trang trí vào thế kỷ thứ 7.

## Phương pháp
Kirigami được tạo ra bằng việc cắt giấy theo các đường có sẵn trên một hình được in trước (trong kirigami gọi đó là mẫu (Pattern)), rồi gấp lại theo các đường dẫn, tạo nên một tác phẩm hoàn chỉnh. Thông thường thì những đường cắt sẽ có kí hiệu bằng nét liền, còn đường gấp sẽ được kí hiệu bằng nét đứt trên pattern. Nhiều người vẫn nhầm lẫn giữa kirigami và origami (折り紙). Thực tế origami là một loại hình nghệ thuật từ giấy khác và cách tạo ra tác phẩm cũng rất khác so với kirigami. Từ ori (折り) nghĩa là gấp lại, xếp lại, và với origami người ta thường ít sử dụng kĩ thuật cắt để tạo mẫu mà mẫu phần lớn là hoàn toàn được làm từ một tờ giấy nguyên vẹn. Ngoài ra còn có nhiều loại hình nghệ thuật từ giấy khác như Papercraft, Origami 3D, Tranh Quilling...
Đối với nhiều mẫu thiết kế thì một miếng giấy có thể gấp một hoặc nhiều lần và cắt xuyên qua những lớp giấy này. Khi mở giấy ra bạn sẽ có được hình mẫu cân đối không ngờ. Bởi vậy, thông thường các tác phẩm kirigami truyền thống đều có hình dạng đối xứng như bông tuyết, ngôi sao 5 cánh hay bông hoa lan. Tuy nhiên hiện nay, kirigami đã có rất nhiều thay đổi. Các tác phẩm kirigami hiện đại được chia thành 4 nhóm chính: 0 độ, 90 độ, 180 độ, 360 độ. Kirigami 0 độ là các tác phẩm sẽ được cắt trực tiếp trên một tờ giấy phẳng, có thể là: khung cảnh thiên nhiên, tĩnh vật, chân dung (còn gọi là stencil)... Các tác phẩm kirigami 90 độ (còn gọi là thiệp nổi, 180 độ, 360 độ là các tác phẩm cắt ghép, bình thường các tác phẩm có thể gập phẳng lại, khi mở ra lần lượt 90 độ, 180 độ hoặc 360 độ, hình dáng của tác phẩm mới hiện rõ.

## Lợi ích
Cắt giấy thủ công được thừa nhận là mang lại lợi ích cho ngành giáo dục trong lĩnh vực nghệ thuật, toán học, vẽ sơ đồ và sự kết hợp đồng bộ giữa tay và mắt. Khi mở rộng theo mối quan hệ không gian, hai loại cấu trúc đối xứng cần được chú trọng là: Đường kẻ đối xứng thể hiện ảnh ảo và đường tròn đối xứng di chuyển quanh tâm điểm.

## Một số nghệ nhân cắt giấy nổi tiếng
- Seiji Fujishiro (藤城清治?) (sinh năm 1924–) là một nghệ sĩ kirie ("tranh giấy") nổi tiếng được biết đến với tác phẩm kirigami đầy màu sắc cũng đã được xuất bản thành sách.
- Nahoko Kojima (小島奈保子?) (sinh năm 1981–) một nghệ sĩ kirigami đương đại chuyên nghiệp của Nhật Bản, người đi tiên phong trong nghệ thuật kirigami ba chiều, điêu khắc.